# Headlines (Friendship Never Ends)
Headlines (Friendship Never Ends) ist eine Popballade von 2007, die von der britischen Pop-Band Spice Girls geschrieben und gesungen wurde. Es war die erste Single aus dem Kompilations-Album Greatest Hits. Der Song war die erste Single in Originalbesetzung, seit Geri Halliwell die Band 1998 verließ. Halliwell beschrieb den Song als  einen „großen Liebessong“ und als einen „echten Spice-Girl-Klassiker“.
Der Song war die offizielle Single für 2007 der britischen Wohltätigkeitsveranstaltung Children in Need. Die Fünf spielten das Lied live für den Telethon aus Los Angeles. Dies war der erste Auftritt der Band als Quintett seit neun Jahren.

## Hintergrundinformationen
Ein 30-sekündiger Ausschnitt wurde am 21. Oktober 2007 im Internet veröffentlicht. Zwei Tage später fand die weltweite Radiopremiere statt. Wenige Stunden vor der offiziellen Radiopremiere war der Song bereits im Internet aufgetaucht.
Der Song wurde hauptsächlich von Emma Bunton und Geri Halliwell mit Unterstützung von den Produzenten Matt Rowe and Richard Stannard geschrieben. Die anderen drei Bandmitglieder hatten nachträglich weiteren Text beigesteuert. Die Meldung einiger Zeitungen, dass Victoria Beckham einen wesentlich kürzeren Solopart habe als die restlichen Mitglieder, wurde von einem Bandsprecher mit der Aussage dementiert, dass alle Bandmitglieder gleich lange Soloparts bekommen hätten. In Wirklichkeit haben Emma Bunton und Geri Halliwell gleich lange Soloparts bekommen, während Melanie C und Victoria Beckham etwas kürzere Soloparts zugedacht wurden. Einzig Melanie B besitzt keinen eigenen Solopart, singt dafür aber die letzte Zeile des Liedes alleine. Auf der Single ist neben Headlines auch ein Wannabe-Remix von Soulseekerz enthalten, der Debütsingle von den Spice Girls.
Am 11. November stieg der Song nur durch Downloads in den UK-Charts auf Platz 20 mit über 7.000 Verkäufen ein. In der zweiten Woche fiel der Song auf Platz 23 und 5.900 Verkäufen. In der dritten Woche erreichte die Single mit Veröffentlichung der physischen Single Platz 11 mit 10.277 Verkäufen und wurde so die erste Single der Spice Girls, die die Top 10 in den UK-Charts verfehlte. Am 14. November stieg die Single in den USA bei den Hot Digital Songs auf Platz 113 mit 9.717 Verkäufen ein. In derselben Woche gelang zusätzlich ein Einstieg auf Platz 90 in den Billboard Hot 100, aufgrund der hohen Video/Song-Zugriffe und einiger Airplays, außerhalb der Digital Downloads. In Deutschland konnte sich die Single auf Platz 46 platzieren. Insgesamt gesehen war die Single ein kommerzieller Misserfolg und erreichte in nur fünf Ländern die Top 10 (Italien (#2), Philippinen (#5), Russland (#8), Schweden (#3) und Spanien (#2)).

## Musikvideo
Am 15. Oktober 2007 wurde bei der TV-Show Dancing with the Stars, an der Melanie B teilnahm, bekannt, dass die Spice Girls ein Musikvideo drehten, dessen Premiere am 2. November 2007 auf dem englischen TV-Sender BBC One erfolgte. Das Video, welches die Gruppe in verschiedenen Räumen mit Kronleuchtern zeigt, wurde in den Pinewood Studios vom Regisseur Anthony Mandler gedreht. Jedoch wurde das Video von BBC nicht in voller Länge gezeigt, sondern bei Victorias Solopart durch eine Botschaft der Band über „Children in Need“ unterbrochen. Das volle Video feierte auf dem offiziellen YouTube-Profil der Band Premiere.